# Caripuyo
Caripuyo es una localidad y municipio de Bolivia, ubicado en la provincia de Alonso de Ibáñez, al norte del departamento de Potosí. Tiene una población de 9.030 habitantes (2010).

## Geografía
El municipio está situado en los valles altos de los Azanaques en el extremo noroeste de la Cordillera Central de Bolivia. El clima de la región es templado y frío, con un típico clima diurno donde las fluctuaciones de temperatura durante el día es más pronunciada a medida que avance el año.
La temperatura promedio a largo plazo en el municipio es de 13 °C y varía entre los 9 °C en junio / julio y más de 15 °C de noviembre a marzo. La precipitación anual es de alrededor de 500 mm, de abril a octubre hay un periodo seco con precipitaciones mensuales inferiores a 20 mm, sólo en enero y febrero son los valores mensuales del alcance de poco más de 100 mm.
La topografía del municipio está constituida por cabeceras de valle y altiplano, con serranías y profundas quebradas. El cerro principal es el Jijchupalla, con una altitud de 5.400 m s. n. m. Presenta ríos caudalosos de agua dulce como el Caripuyo, Huanacoma y Traque - Catavi.

## Demografía
De acuerdo con el censo boliviano de 2024, la población del municipio de Caripuyo es de 8 427 habitantes.
La población del municipio aumentó sólo ligeramente entre 1992 y 2024:
| Año  | Habitantes (municipio) | Fuente |
| ---- | ---------------------- | ------ |
| 1992 | 8 227                  | Censo  |
| 2001 | 9 030                  | Censo  |
| 2012 | 8 704                  | Censo  |
| 2024 | 8 427                  | Censo  |

La esperanza de vida del recién nacido es tan sólo 40 años. La tasa de alfabetización entre los mayores de 15 años llega al 68 %, y la proporción de población urbana en el municipio es de 0 %.

## Idioma
El idioma principal que se habla en el municipio es el aimara 68,48%, seguido por el quechua 28,02% y el español 3,32 %. 

## Economía
Las principales actividades económicas son la agricultura, ganadería, caza, silvicultura 73.93 % y la industria manufacturera 9.92 %. Complementariamente, parte de la población se dedica a la fabricación de chicha de maíz, que es destinada al consumo doméstico y comercializada localmente.
Los principales grupos ocupacionales son: la agropecuaria, pecuaria, pesca 73.76 % y la industria extractiva, construcción, manufactura 15.12 %. La Condición de Actividad es de Población en Edad de Trabajar (PET) 6.201 y la Población Económicamente Activa (PEA) 4.278. Ocupada por Categoría en el Empleo es asalariados 268, independientes con remuneración 2.668, independientes sin remuneración 670, y población en edad escolar que trabaja 578.
| Pobreza                      | Total | Urbano | Rural |
| ---------------------------- | ----- | ------ | ----- |
| Población Pobreza            | 8.866 | 0      | 8.866 |
| Población en Extrema Pobreza | 7.874 | 0      | 7.874 |

## División política
El municipio estaba compuesto por ocho cantones, hasta el cambio de Constitución en 2009. 
- cantón de Chaicuriri
- cantón de Chojilla
- cantón de Jankho
- cantón de Cotana
- cantón de Huanacoma
- cantón de Challviri
- cantón de Juntavi
- cantón de  Caripuyo

## Transporte
Caripuyo se ubica a 279 kilómetros por carretera al noroeste de Potosí, capital del departamento homónimo.
Desde Potosí, la carretera nacional Ruta 1 conduce al noroeste por 109 kilómetros hasta el pueblo de Ventilla. Allí un camino rural sin asfaltar se bifurca hacia el noreste y después de 33 km llega a la localidad de San Pedro de Macha. Allí se encuentra con la Ruta 6, que pasa por Uncía y Llallagua en dirección noroeste hasta Oruro. Catorce kilómetros más allá de Llallagua, un camino rural sin asfaltar se bifurca hacia el noreste y luego de 39 kilómetros llega a Caripuyo.